# Paramodulacja
Paramodulacja to algorytm automatycznego dowodzenia twierdzeń w systemach z równością.
Paramodulacja z grubsza polega na tym, że:
jeśli {\displaystyle f(\dots ,X,\dots )=g(\dots )} oraz {\displaystyle X=Y,} to {\displaystyle f(\dots ,Y,\dots )=g(\dots ).}
Mówiąc zaś bardziej formalnie, jeśli {\displaystyle A=B,} {\displaystyle C=D,} i {\displaystyle C} unifikuje się z podtermem {\displaystyle A} na pozycji {\displaystyle p,} to {\displaystyle \sigma A[p\leftarrow D]=\sigma B,} gdzie {\displaystyle \sigma } to unifikator {\displaystyle A_{p}} i {\displaystyle C.}
Przykład
- {\displaystyle p(p(x,y),y)=q(y,x),}
- {\displaystyle p(z,z)=z.}

Unifikujemy {\displaystyle p(x,y)} w {\displaystyle p(p(x,y),y)} z {\displaystyle p(z,z).}
Unifikator to {\displaystyle x=z,y=z.} Zastępujemy więc {\displaystyle p(x,y)} przez {\displaystyle z,}
wszystkie wystąpienia zmiennych {\displaystyle x} i {\displaystyle y} zastępujemy zgodnie z unifikatorem.
W wyniku otrzymujemy {\displaystyle p(z,z)=q(z,z).}

## Porządek na termach
Naiwnie zaimplementowana paramodulacja może być bardzo nieefektywna – generowane równania mogą stawać się coraz większe i większe i wcale nie przybliżać nas do rozwiązania. Oczywistą heurystyką jest dobieranie do paramodulacji raczej mniejszych (które z większą szansą dokądś prowadzą) i starszych (które z większą szansą mają jakiś związek z problemem) równości.
Innym sposobem jest wprowadzenie porządku na termach, tak że używamy do paramodulacji tylko tej strony równania, która jest mniejsza (lub nieporównywalna), przez co równania nie będą aż tak niekontrolowanie rosły.

## AC-paramodulacja
Jeśli pewne symbole są łączne i przemienne, możemy dodać aksjomaty opisujące to do zbioru aksjomatów. Bardziej efektywne jest jednak często włączenie tego faktu do algorytmu paramodulacji. Zastępuje się po prostu zwykłą unifikację AC-unifikacją.
System oparty na AC-paramodulacji udowodnił, że aksjomat Robbinsa, w połączeniu z aksjomatami łączności i przemienności alternatywy, stanowi pełną aksjomatyzację algebry Boole’a.